# Ас-Суфи (лунный кратер)
Кратер Ас-Суфи (лат. Azophi) — ударный кратер, расположенный в южной материковой части видимой стороны Луны. Название дано в честь знаменитого персидского астронома и математика Ас-Суфи (Абу-л-Хусейн Абд-ар-Рахман ибн Умар ас-Суфи, 903—986) и утверждено Международным астрономическим союзом в 1935 г. Образование кратера относится к нектарскому периоду.

## Описание кратера
Ближайшими соседями кратера являются кратер Ибн Эзра на северо-западе, частично перекрывающий вал кратера; кратер Гебер на севере-северо-востоке и кратер Сакробоско на юго-востоке. Селенографические координаты центра кратера — 22°11′ ю. ш. 12°42′ в. д. / 22,19° ю. ш. 12,7° в. д., диаметр — 48 км, глубина — 3,73 км.
Вал кратера имеет полигональную форму с острой кромкой и сохранился практически без разрушений. Юго-восточная часть вала прорезана небольшой долиной. Высота вала над окружающей местностью составляет 1100 м, объем кратера приблизительно 1734 км³. Дно чаши кратера ровное, без заметных структур за исключением нескольких небольших кратеров, центральный пик отсутствует.

## Сателлитные кратеры
| Ас-Суфи | Координаты                                            | Диаметр, км |
| ------- | ----------------------------------------------------- | ----------- |
| A       | 24°26′ ю. ш. 11°11′ в. д. / 24,43° ю. ш. 11,18° в. д. | 28,3        |
| B       | 23°35′ ю. ш. 10°35′ в. д. / 23,58° ю. ш. 10,59° в. д. | 18,3        |
| C       | 21°49′ ю. ш. 13°04′ в. д. / 21,81° ю. ш. 13,06° в. д. | 5,4         |
| D       | 24°19′ ю. ш. 13°23′ в. д. / 24,32° ю. ш. 13,39° в. д. | 8,5         |
| E       | 23°29′ ю. ш. 13°46′ в. д. / 23,48° ю. ш. 13,77° в. д. | 4,9         |
| F       | 22°19′ ю. ш. 13°50′ в. д. / 22,31° ю. ш. 13,84° в. д. | 6,0         |
| G       | 23°52′ ю. ш. 12°16′ в. д. / 23,87° ю. ш. 12,27° в. д. | 54,6        |
| H       | 25°35′ ю. ш. 11°50′ в. д. / 25,58° ю. ш. 11,84° в. д. | 20,7        |
| J       | 21°17′ ю. ш. 13°10′ в. д. / 21,29° ю. ш. 13,17° в. д. | 7,5         |

## Галерея
- Снимок с борта Аполлона-14. Слева кратер Ас-Суфи, справа кратер Ибн Эзра.
- Снимок зонда Lunar Orbiter - IV. Слева кратер Ас-Суфи, справа кратер Ибн Эзра.